# Hoherpriester des Ptah
Wer-cherep-hemut war ein altägyptischer Titel und die Bezeichnung für den Hohenpriester des Ptah. „Wer-cherep-hemut“ bedeutet „Größter der Leiter der Handwerker“, was wiederum auf die Bedeutung von Ptah als Gott der Handwerker anspielt. Dem Tempel des Ptah waren wichtige Werkstätten angeschlossen, deren Oberhoheit der Hohepriester von Ptah hatte.
Als Hoherpriester in Memphis, einer der wichtigsten Städte des Alten Ägyptens, spielte dieser Hohepriester oftmals auch eine landesweit wichtige politische Rolle. Im Neuen Reich und in der dritten Zwischenzeit wurde das Amt zumeist von Königssöhnen besetzt. In ptolemäischer Zeit waren sie eine wichtige politische Größe im Land und durch Heirat mit dem Königshaus verbunden.

## Hintergrund
Der Titel „Wer-cherep-hemut“ ist seit der 2. Dynastie bezeugt, jedoch ist die genaue Lesung und Übersetzung des Titels umstritten. Im Alten Reich scheint der Titel noch kein Hohepriesteramt gewesen zu sein, sondern war der Titel des Leiters der memphitischen Werkstätten. Wahrscheinlich gab es zu dieser Zeit jeweils zwei Amtsinhaber. Erst in der 6. Dynastie wurde es zu einem Priestertitel, wobei die Amtsinhaber oftmals auch den Titel Sem trugen.

## Der Titel
Der Titel ist vor allem in Alten Reich in verschiedenen Varianten belegt. Die häufigste Form ist „Größter der Leiter der Handwerker“, daneben erscheinen die Titelvarianten „Größter der Leiter der Handwerker in den beiden Häusern“, „Größter der Leiter der Handwerker in den beiden Häusern vom Fest des Re“ (oder „Größter der Leiter der Handwerker in den beiden Häusern am Tag des Festes“), sowie „Größter der Leiter der Handwerker am Tag des Festes“.

## Liste der Titelträger

### Altes Reich
- Neferdjedptah, (2. oder 3. Dynastie)
- Nebu, (4. oder 5. Dynastie)
- Ptahschepses (I.), (Mykerinos bis Niuserre)
- Sabu, (Sahure)
- Ranefer, (5. Dynastie)
- Anchneferre, (5. Dynastie)
- Sabu Ibbi, (unter Unas und Teti, vielleicht Sohn von Ptahschepses I.)
- Ptahschepses (II.), (Teti bis Phiops I.), Sohn von Sabu Ibbi
- Ptahschepses (III.), (6. Dynastie)
- Kanefer
- Sabukem, (6. Dynastie)
- Setjiu, (6. Dynastie)
- Sabu Tjeti, (Ende 6. Dynastie)
- Anchu, (Erste Zwischenzeit)
- Ptahschepses Impi, Sohn von Anchu ? (Erste Zwischenzeit)

### Mittleres Reich
- Ptahemhab
- Sesostrisanch
- Sehetepibreanch
- Chakaureanch
- Nubkaureanch
- …chet
- Sehetepibreanchnedjem
- Nebpu
- Sehetepibreanchscheri
- Sergem
- Senebui
- Sobekhotep Haku

### Neues Reich
- Mentu
- Paimred
- Sennefer
- Ptahmose I., unter Thutmosis III.
- Ptahmose II., unter Thutmosis IV.
- Ptahmose (III.)
- Thutmose
- Ptahmose (IV.)
- Ptahmose (V.)
- Pahemnetjer
- Penpanebes
- Wermer
- Ptahmeri
- Ptahemhat, unter Tutanchamun
- Hori
- Dedia
- Nebmehit
- Sokaremsaef
- Neteruihetep
- Pahemnetjer
- Sennefer
- Pahemnetjer
- Pahemnetjer
- Merenptah
- Hui
- Chaemwaset
- Rahotep
- Ptahmose
- …neschnacht
- Ptahemachet (I.)
- Neferrenpet
- Ptahemachet (II.)
- Chaemwaset
- Hori
- Yri
- Pahemnetjer
- Chaemwaset
- Nachi